# François Vaucienne
 (janvier 2011).
Si vous disposez d'ouvrages ou d'articles de référence ou si vous connaissez des sites web de qualité traitant du thème abordé ici, merci de compléter l'article en donnant les références utiles à sa vérifiabilité et en les liant à la section « Notes et références ».
François Vaucienne, de son vrai nom Jeanne Battesti, est une poétesse, auteur dramatique et compositrice lyrique française née à Bourges le 21 décembre 1892, et morte le 26 avril 1981 à Villepinte.

## Biographie
Jeanne Battesti est née d'une mère berrichonne et d'un père corse qui fut professeur de rhétorique durant 25 ans au Lycée de Nîmes. Elle vécut sa petite enfance à Bourges, son adolescence à Nîmes, puis de 1927 à 1968 à Avignon, et de 1968 à 1981 à Aulnay-sous-Bois.
Elle écrivit en 1925 sa première pièce, Mireille, adaptation dramatique du poème mistralien. En 1927 eut lieu la première représentation de Pétrarque et Laure devant le Palais des Papes à Avignon. C'est à cette date qu'on lui demanda de choisir un nom d'homme pour le porter à l'affiche.
Elle écrivit les premier et deuxième Actes du Mystère de François Villon en 1935, et n'acheva le troisième acte qu'en 1948. L'ouvrage n'est publié qu'après sa mort, en 1982.

## Distinctions
- Prix Archon-Despérouses en 1937[2].
- Prix Paul-Verlaine en 1942.
- Prix Brieux de l'Académie française en 1955 pour La geste de Massalia[3] ;
- Prix Anthony-Valabrègue de l'Académie française en 1964 pour Un rêve du jeune Racine[3].

## Liste des œuvres

### Ouvrages
- 1927 : Pétrarque et Laure, drame historique - Éditions Macabet Frères.
- 1938 : Chants dans la nuit, poèmes préfacés par Henry de Montherlant - Editions Aubanel.
- 1941 : La Reine Jeanne, drame historique du grand schisme d'Occident d'après l'historien Émile Léonard (non publié).
- 1952 : La Belle Endormie, comédie dramatique, adaptée de l'œuvre de Rosso di San Secondo (non publié).
- 1955 : La Geste de Massalia, ou Si Marseille m'était contée, préfacée par Henry Bordeaux, avec une partition chorale de l'auteur (non publié).
- 1959 : Trois farces écrites en marge du Décaméron de Boccace (non publiées) :
  - L'Avare dupé ou L'Hermaphrodite improvisé,
  - Le Jaloux corrigé,
  - Qui se ressemble s'assemble ou Comment la beauté vient aux laids
- 1962 : Un rêve du jeune Racine, comédie dramatique en vers, préfacée par Jean-Michel Renaitour - Éditions du Scorpion.
- 1982 : Le Mystère de François Villon, préface de Maurice Mignon - Éditions Pages Nouvelles.
- 1986 : Mireille, préfacée par Marie Gasquet, filleule de Mistral

### Théâtre
- 1927 : Représentation de Pétrarque et Laure devant le Palais des Papes à Avignon ;
- 1950 : Reprise de Pétrarque et Laure devant le Palais des Papes à Avignon. Metteur en scène : Pierre Aldebert. Paul-Émile Deiber interprète le rôle de Pétrarque, et Jean Le Poulain, faisant alors partie du Théâtre de l'Odéon, celui d'un ami de Pétrarque.

### Opéra
- 1932 : La Folle Croisière, opéra-comique, paroles et musiques de François Vaucienne, créé au Théâtre Municipal d'Avignon ;
- 1957 et 1958 : une douzaine de représentations de La Folle Croisière au Théâtre Municipal d'Avignon et dans ses environs ;
- 1973 : Représentations de La Folle Croisière au casino de Lamalou-les-Bains, avec des artistes du Capitole de Toulouse.